# Cabinetul Hussarek
Cabinetul Hussarek (25 iulie 1918 – 27 octombrie 1918) a fost penultimul guvern al Cisleithaniei în perioada de sfârșit a Austro-Ungariei.
Guvernul Hussarek i-a urmat Cabinetului Seidler condus de Ernst von Seidler care se retrăsese în urma agitației din jurul tratatului cu Ucraina. Împăratul Carol I l-a numit atunci drept nou ministru-prezident cezaro-crăiesc pe Max Hussarek von Heinlein, care din 1911 fusese ministru al educației în Cisleithania și era de profesie profesor universitar de drept bisericesc.